# Klastický sediment

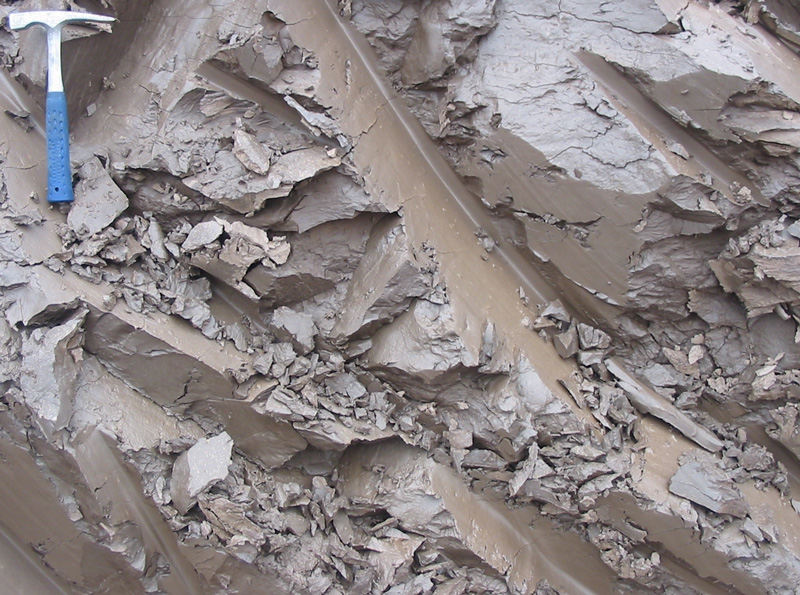
Čtvrtohorní jíly z Estonska

Klastický, nebo terigenní sediment je název pro sediment složený z úlomků hornin a minerálů, pocházejících ze zvětrávacích procesů. Často se používá i název siliciklastický sediment, protože v mineralogickém složení úlomků převažuje křemen a křemičitanové minerály.

## Rozdělení klastických sedimentů
Základním kritériem pro dělení klastických sedimentů je velikost zrn. Na tomto základě se rozdělují na (v závorce uveden zpevněný ekvivalent):
- štěrky (slepence a brekcie)
- písky (pískovce)
- prachy (prachovce)
- jíly (jílovce)

V přírodě se však nevyskytují jednotlivé velikostní třídy odděleně, většina sedimentů sestává ze zrn několika tříd, což působí těžkosti při jejich klasifikaci.

## Strukturní znaky klastických sedimentů

### Velikost zrn
Velikost jednotlivých úlomků terigenních sedimentů je jejich nejdůležitější charakteristikou. Podle ní se klasifikují a má i význam při určování jejich původu. Měření velikosti se uskutečňuje buď přímo (dotykovým měřidlem u velkých úlomků), proséváním (hlavně u písků), měřením ve výbrusech pomocí mikrometrického okuláru (u drobnozrnných zpevněných sedimentů), nebo i měřením rychlosti usazování v laboratorních podmínkách (nejjemnější sedimenty).
Při ručním měření se zjišťují všechny tři rozměry (délka, šířka, výška), o zařazení do určité třídy rozhoduje velikost nejdelší osy, případně jejich geometrický průměr (třetí odmocnina jejich součinu).
Sítování (prosévání, nebo sítová analýza) se uskutečňuje proséváním určitého přesně stanoveného množství vzorku sedimentu (nejčastěji od 100 do 200 g, jemnozrnnější sedimenty i více) na soustavě sít se standardními rozměry ok. Ve světě se používá soubor s mezinárodně standardizovanými rozměry, pomocí jednotek „mesh“ (vyjadřuje počet ok připadajících na jeden palec – 2,54 cm). Základem sítování je stanovení váhového procenta jednotlivých frakcí.
K popisu jednotlivých frakcí se používají zrnitostní škály. Nejpoužívanější je Uddenova zrnitostní škála - intervaly se liší konstantním poměrem 1/2 (nebo 2 - je to geometrická škála). Jiným druhem je Krumbeinova zrnitostní škála, která používá bezrozměrné jednotky φ (φ = −log2D, kde D je průměr částice).

#### Grafické vyjádření zrnitostních rozborů
Rozdělení velikosti zrn sedimentu, získané laboratorními rozbory se nejčastěji vyjadřuje graficky (formou sestavení grafu - histogramů, cyklogramů, frekvenčních a kumulativních křivek) a odečítání parametrů z nich.
Nejčastěji používané jsou kumulativní křivky, kde na ose x se nanášejí velikostní třídy (ať už v milimetrové, nebo logaritmické škále) a na ose y procentuální zastoupení jednotlivých frakcí vyjádřené v kumulativních procentech. Uspořádání velikostní škály na ose x obvykle začíná hrubozrnnými frakcemi a končí nejjemnějšími.

#### Statistické parametry velikosti zrn
Z kumulativní křivky se dají odečítat parametry:
- Medián (Md) - charakterizuje průměrnou velikost zrna - průsečík kumulativní křivky s linií 50. kumulativního procenta
- Kvartily (Q1,Q3) - průsečík kumulativní křivky s linií 25. nebo 75. kumulativního procenta
- Percentily (Ppříslušné procento) - průsečík kumulativní křivky s linií kterékoliv procentuální linie
- Průměrná velikost zrna - stanovuje se matematicky - aritmetickým průměrem
- Koeficient vytřídění - stupeň zrnitostního vytřídění sedimentu. Je to vlastně směrodatná odchylka od průměrné velikosti zrna
- Asymetrie křivky - určuje stupeň pravidelnosti zrnitostního rozložení - rozptyl zrn na obě strany od hlavní zrnitostní třídy

### Tvar a opracování částic
Tvar klastických částic je dobře vyjádřitelný u velkých úlomků (štěrková velikost). Charakterizují jej tyto údaje:
sféricita, plochost, forma a izometrie. Tyto parametry jsou ovlivňovány faktory jako měrná hmotnost klastu, hydrodynamický režim fluida (vodního prostředí), odolnost vůči mechanickým účinkům a forma původních úlomků. Zevšeobecněním těchto faktorů vyplývá, že na výsledný tvar má největší vliv složení úlomků (minerální, horninové), délka transportu a původní tvar.
Základem k výpočtu tvarových parametrů je velikost tří základních os: dlouhé (a), střední (b) a krátké (c). Na základě jejich poměru se úlomky rozdělují do čtyř tvarových tříd.
- diskovitý tvar (b/a > 0,66, c/b < 0,66)
- sférický tvar (b/a > 0,66, c/b > 0,66)
- čepelovitý tvar (b/a < 0,66, c/b < 0,66)
- vřetenovitý tvar (b/a < 0,66, c/b > 0,66)

Přesnější definice sféricity se vypočítává podle následujících vzorců:
{\displaystyle S={\sqrt[{3}]{\frac {bc}{a^{2}}}}}
{\displaystyle S_{w}={\frac {\sqrt[{3}]{({\frac {c}{b}})^{2}{\frac {b}{a}}}}{1+{\frac {c}{b}}(1+{\frac {b}{a}})+6{\sqrt {1+({\frac {c}{b}})^{2}(1+({\frac {b}{a}})^{2})}}}}}
{\displaystyle S_{ef}={\sqrt[{3}]{\frac {(c^{2}}{ab}}}}
kde S, Sw, Sef jsou jednotlivé typy sféricit a a, b, a c jsou jednotlivé osy klastu.
Opracovanost, nebo zaoblení úlomků je definováno jako poměr průměrného poloměru kružnic vepsaných do rohů a hran částice k poloměru největší kružnice, vepsané do celé částice. Tento poměr se při ideálních zaobleních blíží k jedné, v praxi je jeho hodnota vždy nižší.

### Povrch částic
Povrch částic je velmi rozmanitý, jelikož na něj mají vliv jednak primární procesy (transport), ale i sekundární procesy (rozpouštění a dorůstání v procesu diageneze). Dají se studovat jak pouhým okem, tak i mikroskopicky. Povrchové znaky se rozdělují na:
- stupeň vyleštění - lesk je schopnost odrážet světlo, v tomto případě od povrchu částice. Dobře vyleštěné částice se nevyskytují příliš často. Nacházejí se hlavně v aridních (suchých) oblastech (větrem naváté poušťní písky). Taktéž v aridních podmínkách se vzlínáním částice pokrývají tzv. pouštním lakem, což je směs křemene a oxidů železa (někdy i manganu). Naopak v procesu diageneze bývá povrch spíše matný v důsledku korozivních a jiných chemických změn. Mechanické leštící účinky se uplatňují spíše u větších částic, chemické naopak u menších.
- skulpturní znaky (mikroreliéf) - je soubor znaků na povrchu částice, způsobený nárazy jiných částic. Rýhování a stopy po škrábání jsou typické pro glaciální sedimenty, nárazové jamky, vtisky jsou indikátorem rychlých a řídkých proudů v říčních tocích.

### Porozita
Porozita (pórovitost) je definována jako procento pórů z celkového objemu horniny, tedy je to prostor ve struktuře, který není zaplněn ani úlomky, ani základní hmotou. Celková porozita zahrnuje všechny póry (i ty, které jsou vyplněny cementem), efektivní jen ty, které jsou skutečně otevřené a mohou jimi pronikat fluida.
Porozita je způsobena tím, že jednotlivé úlomky v procesu usazování nejsou v přímém kontaktu a v procesu diageneze dochází k jejich změnám. Ve všeobecnosti platí pravidlo, že s rostoucím časem se porozita zmenšuje, tedy starší sedimenty jsou méně pórovité. Opačný postup (nárůst počtu pórů a s ním i porozity) nastává při rozpouštění cementu (např. při rozpouštění kalcitového cementu v pískovcích).
Permeabilita je schopnost sedimentu propouštět fluida bez toho, aby došlo k porušení struktury, případně přemísťování částic v rámci ní. V sedimentologii je permeabilita vyjádřena rychlostí protékání fluid sedimentem a závisí na typu média, síly a plochy vrstvy, kterou fluidum protéká, jakož i na tlaku na obou koncích měřeného systému. Vyjadřuje se vzorcem:
{\displaystyle Q=K({\frac {cP}{VL}})}
kde Q je rychlost toku fluidní složky, K je koeficient permeability, c plocha, přes kterou prochází fluidum, P rozdíl tlaků na koncových částech, V viskozita fluida a L délka dráhy, kterou fluidum v sedimentu teče.

### Pojivo
Pojivo je v klastických sedimentech odlišná, jemnozrnnější složka, vyplňující prostory mezi jednotlivými zrny. Rozlišuje se na základní hmotu a cement:
- základní hmota (matrix) – je jemnozrnná složka sedimentu. Její obsah závisí na stupni vytřídění sedimentu. Dobře vytříděné sedimenty obsahují málo základní hmoty, zatímco sedimenty nevytříděné více.
- cement – je pojivo sekundárně vysrážené v prázdných prostorech, které zůstaly volné mezi úlomky a základní hmotou. Podle minerálního složení se dělí na křemitý, kalcitový, dolomitový, limonitový a sideritový.